# Colour Haze
Colour Haze es una banda alemana de rock originaria de Múnich; el grupo se caracteriza por una mezcla de blues rock con rock psicodélico y, hasta en algunos casos con rock progresivo, posee influencias de grupos como Orange Goblin, Boris, Black Sabbath y Kyuss. A pesar de la poca popularidad del grupo, en Alemania es uno de los grupos más representativos de este género.
Los álbumes más conocidos del grupo son "Chopping Machine" y "Tempel", con los que ganaron popularidad a través de los medios y compañías discográficas.

## Integrantes

### Formación actual
- Stefan Koglek - vocalista, guitarra
- Mario Oberpuncher - bajo
- Manfred Merwald - batería
- Jan Faszbender - teclado

### Exintegrantes
- Felix Neuenhoff - vocalista
- Christian Wiesner - bajo
- Phillip Rasthofer - bajo
- Tim Höfer - batería

## Discografía

### Álbumes de estudio
- 1995: "Chopping Machine" (David Records)
- 1998: "Seven" (Selfburn Records)
- 1999: "Periscope" (Toaster Records)
- 2000: "CO2" (Homegrown Records, MonsterZeroRecords)
- 2001: "Ewige Blumenkraft" (MonsterZeroRecords)
- 2003: "Los Sounds de Krauts" (Nasoni Records, Elektrohasch Schallplatten)
- 2004: "Colour Haze" (Elektrohasch Schallplatten)
- 2006: "Tempel" (Elektrohasch Schallplatten)
- 2008: "All" (Elektrohasch Schallplatten)
- 2012: "She Said" (Elektrohasch Schallplatten)
- 2014: "To the Highest Gods We Know" (Elektrohasch Schallplatten)
- 2017: "In Her Garden" (Elektrohasch Schallplatten)
- 2019: "We Are" (Elektrohasch Schallplatten)
- 2022: "Sacred" (Elektrohasch Schallplatten)

### EP
- 2004: Flowers / Forest of Illusion

### Recopilaciones
- 2000: Burned Down to Zero
- 2003: Ox-Compilation #52
- 2005: Ox-Compilation #58
- 2006: Sucking the 70s: Back in the Saddle Again
- 2006: The Art of Sysyphus Vol. 37
- 2008: Eclipsed at Rockpalast
- 2008: The Art of Sysyphus Vol. 45
- 2009: The Art of Sysyphus Vol. 48
- 2009: Burg Herzberg Festival V
- 2009: Burg Herzberg Festival 18. Juli 2008 Live
- 2010: Stone Free
- 2011: The Art of Sysyphus Vol. 62
- 2012: The Art of Sysyphus Vol. 66
- 2012: An Introduction to Nasoni Records Berlin